# 교차로

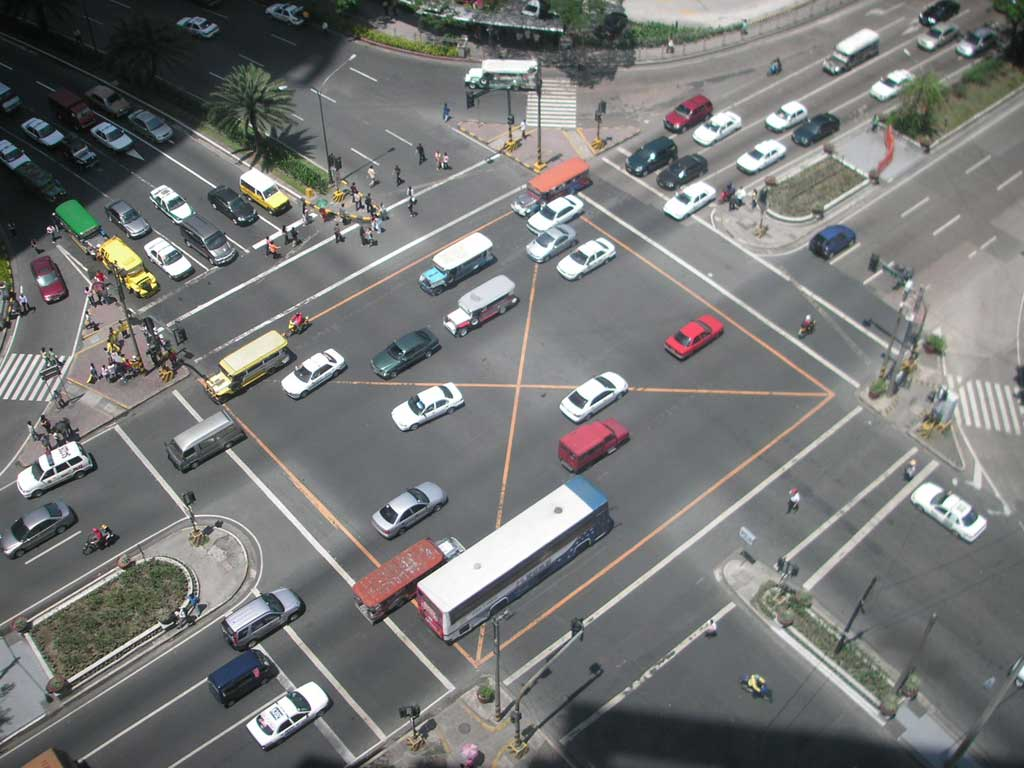
필리핀의 교차로

교차로(交叉路, 미국 영어: intersection, 영국 영어: junction)는 두 길이 엇갈린 곳, 또는 서로 엇갈린 길을 뜻한다
대한민국 산하의 국립국어원의 순한국어 표기로는 나들목이 있으나 이는 일반적으로 입체형 교차로를 한정하여 일컫는 낱말로, 평면형 교차로에 대해서는 삼거리, 사거리(네거리) 등의 이름으로 불리고 있다. 특정 주요도로가 분기할 경우에는 이를 분기점(分岐點)으로도 일컫기도 한다. 그러나 표준국어대사전에서는 엇갈림길이라는 단어로 순화되었다.

## 종류
- 입체 교차로(立體交叉路, Interchange)
  - 램프
- 평면 교차로(平面交叉路, Intersection)
  - 삼거리, 사거리(네거리), 오거리, 육거리, 로터리

## 입체 교차로의 유형
| 명칭                   | 실제 구간 | 이미지                        |
| ---------------------- | --- | ----------------------------- |
| 트럼펫형               | 영동고속도로 원주 나들목 | 트럼펫형 인터체인지           |
| 이중 트럼펫형          | 영동고속도로 동수원 나들목 | 이중 트럼펫형 인터체인지      |
| Y자형                  | 서산영덕고속도로, 호남고속도로지선 유성 분기점                                                                                       | Y자형 인터체인지              |
| Y자형(2)               | 서해안고속도로, 고창담양고속도로 고창 분기점                                                                                         | Y자형(2) 인터체인지           |
| Y자형(3, 평면 Y자형)   | 남해고속도로제1지선 서마산 나들목 | Y자형(3) 인터체인지           |
| Y자형(4)               | 광주원주고속도로 서원주 나들목 | Y자형(4) 인터체인지           |
| 다이아몬드형           | 수도권제1순환고속도로 중동 나들목 | 다이아몬드형 인터체인지       |
| 클로버형               | 경부고속도로 양재 나들목 | 클로버형 인터체인지           |
| 반클로버형             | 중앙고속도로 남제천 나들목 | 반클로버형 인터체인지         |
| 불완전 클로버형        | 수도권제1순환고속도로 토평 나들목 | 불완전 클로버형 인터체인지    |
| 터빈형                 | 주간고속도로 제295호선 (플로리다)-플로리다 주도 202호선 교차점(북위 30° 15′ 11″ 서경 81° 30′ 58″ / 북위 30.252971° 서경 81.516166° ) | 터빈형 인터체인지             |
| 스택형                 | 중앙고속도로, 부산외곽순환고속도로 대감 분기점                                                                                       | 스택형 인터체인지             |
| 직결형(집게형)         | 경부고속도로, 중부고속도로 남이 분기점                                                                                               | 직결형 인터체인지             |
| 터빈 클로버 혼합형     | 서울양양고속도로, 동해고속도로 양양 분기점                                                                                           | 터빈 클로버 혼합형 인터체인지 |
| 클로버스택형           | 경부고속도로, 영동고속도로 신갈 분기점                                                                                               | 클로버스택형 인터체인지       |
| 직결램프 포함 클로버형 | 서해안고속도로 군산 나들목 | 반직결램프 포함된 클로버형    |
| 터빈스택형             | 호남고속도로, 고창담양고속도로 장성 분기점                                                                                           | 터빈스택형 인터체인지         |
| 회전형                 | 제2자유로 한류월드 나들목 | 회전형 인터체인지             |
| 회전 Y자형             | 부산외곽순환고속도로 광재 나들목 | 회전 Y자형 인터체인지         |

## 다른 방식의 분류
- 고속도로 : 나들목, 분기점
- 고속화도로 : 나들목, 분기점, 램프, 지하도, 육교, 교차로
- 보통의 도로 : 삼거리, 사거리(네거리), 오거리, 육거리, 로터리, 교차로

## 교차로의 영문 표기[1]
- Junction : JC (등급이 같은 도로간의 교차로)
- Crossroad : CR (도로와 철도의 교차로, 건널목)
- Interchange : IC (등급이 다른 도로간의 입체교차로)
- Intersection : IS (등급이 다른 도로간의 평면교차로)

## 같이 보기
- 평면교차